# مرحاض المعسكر

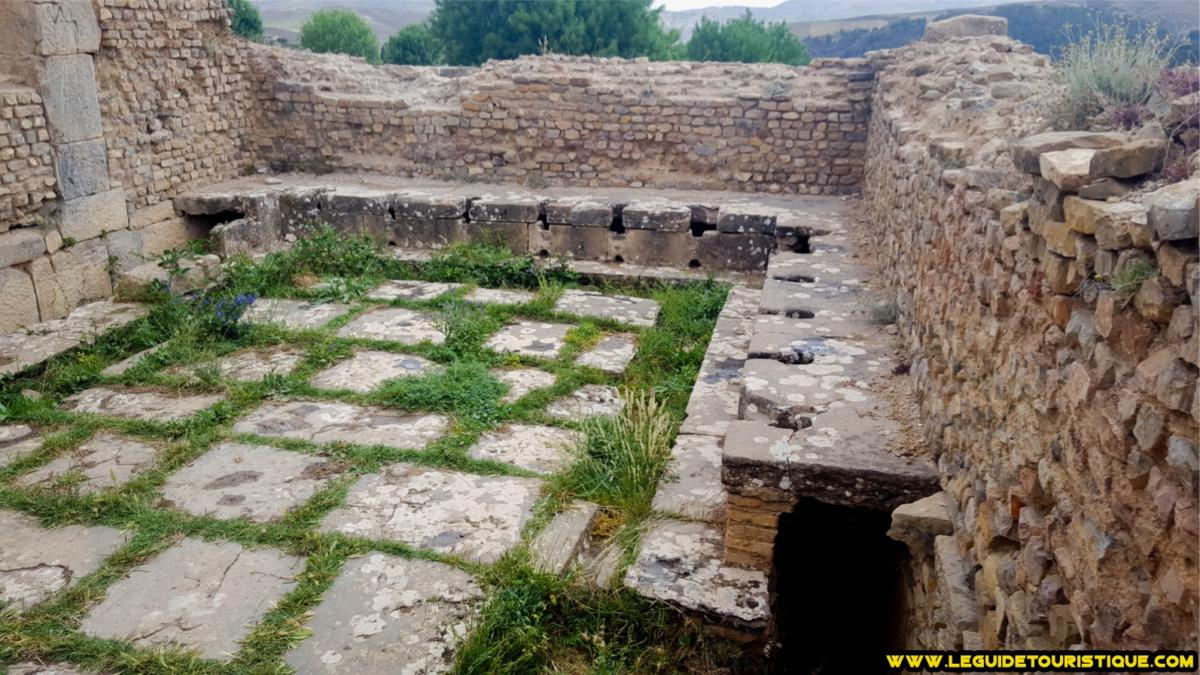
تم العثور على مرحاض عام روماني في الحفريات في أوستيا أنتيكا ؛ على عكس التركيبات الحديثة، لم ير الرومان أي حاجة لتوفير الخصوصية للمستخدمين الأفراد.

مرحاض المعسكر هو مرحاض أو مرفق أبسط يستخدم كمرحاض داخل نظام تطهير المياه. على سبيل المثال، يمكن أن يكون خندقًا جماعيًا في الأرض في مخيم لاستخدامه كصرف صحي في حالات الطوارئ، أو ثقب في الأرض (مرحاض ذو حفرة)، أو تصميمات أكثر تقدمًا، بما في ذلك أنظمة التدفق.
لا يزال مصطلح «مرحاض المعسكر» شائع الاستخدام في حالات الصرف الصحي في حالات الطوارئ. في الوقت الحاضر، تستخدم كلمة «مرحاض» أكثر من كلمة «مرحاض المعسكر»، باستثناء الأنظمة البسيطة مثل «مرحاض الحفرة» أو «مرحاض الخندق».
كان استخدام المراحيض تقدمًا كبيرًا في تطهير المياه مقارنة بالممارسات الأساسية مثل التغوط في العراء، وساعد في السيطرة على انتشار العديد من أمراض تنقلها المياه.

## معنى مصطلح مرحاض المعسكر
مصطلح «مرحاض المعسكر» مشتق من اللغة اللاتينية lavatorial، والتي تعني حمام. اليوم يستخدم بشكل شائع في مصطلح «مرحاض ذو حفرة». له دلالة على أن شيئًا ما أقل تقدمًا وأقل نظافة من مرحاض عادي. تستخدم عادةً لوصف المرافق العامة، مثل المراحيض ذات الخنادق الضحلة المستخدمة في حالات صرف صحي في حالات الطوارئ، على سبيل المثال بعد وقوع زلزال أو فيضان أو كارثة طبيعية أخرى.

## أنواع مرحاض المعسكر
تم استخدام العديد من أشكال تكنولوجيا المراحيض، من البسيطة جدًا إلى الأكثر تعقيدًا. كلما كان النظام أكثر تعقيدًا، زاد احتمال استخدام مصطلح «مرحاض» بدلاً من «مرحاض المعسكر».

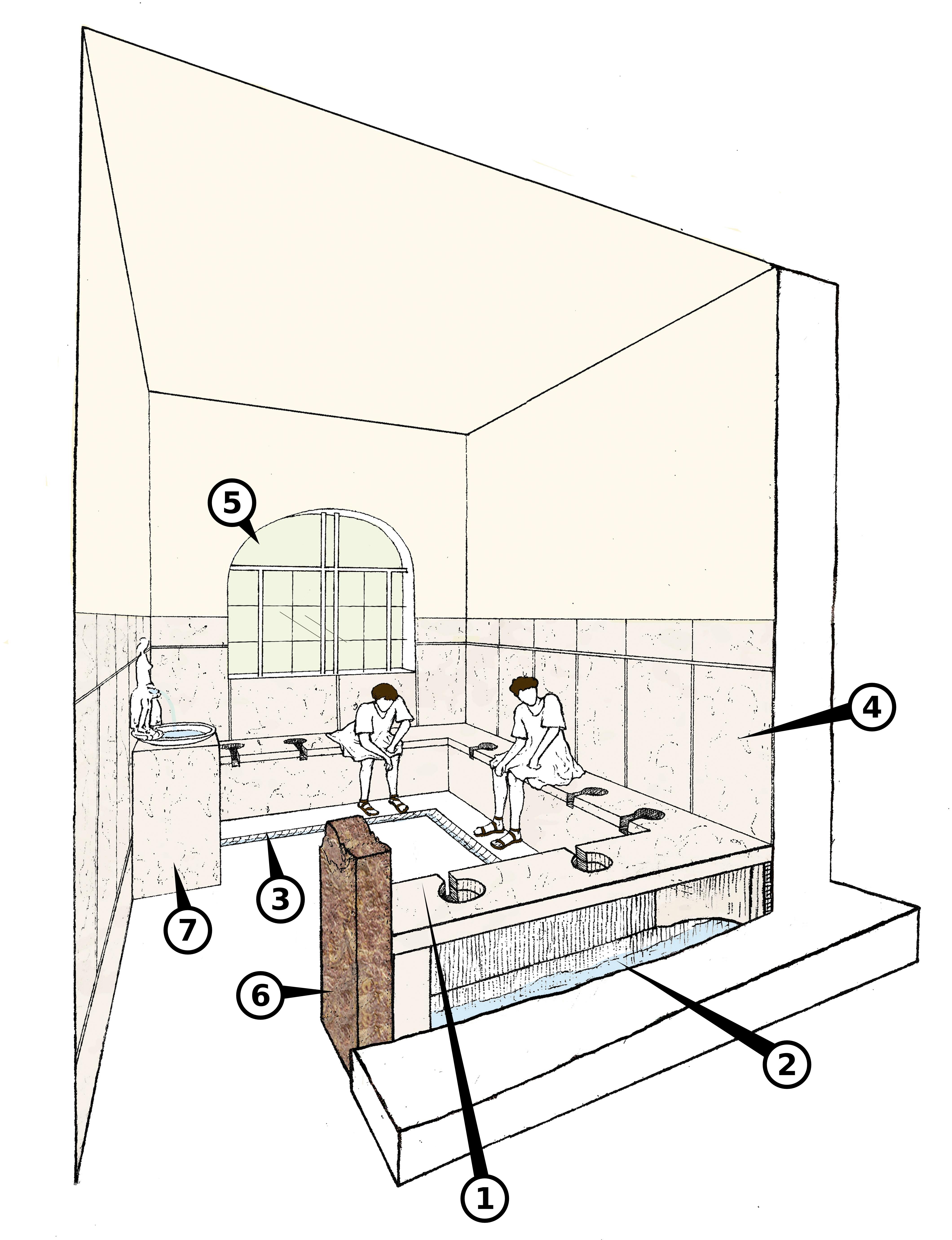
المراحيض الرومانية في فيلا Els Munts في Altafulla في Tarragonès ، إسبانيا. 1) مقعد 2) قناة المياه الرئيسية 3) قناة المياه الأمامية 6) الفاصل 7) مغسلة

### مرحاض ذو حفرة
مرحاض ذو الحفرة هو مرحاض بسيط وغير مكلف، ويعرف كحد ادنى بأنه حفرة (ثقب) في الأرض. قد تشتمل مراحيض الحفرة الأكثر تطورًا على صفيحة أرضية، أو تهوية لتقليل الرائحة وتكاثر الذباب والبعوض (تسمى مراحيض الحفرة المحسنة المهواة أو «مراحيض كبار الشخصيات»). العديد من الوحدات العسكرية، إذا كانت مخصصة للاستخدام المطول، تضع ملاجئ أساسية وتجلس فوق الحفر. عادة ما يتم وضع الحفرة بعيدًا عن أي مصدر للمياه لتقليل التلوث المحتمل. بعد الاستخدام المطول، عادة ما يتم دفن حفرة.

### مرحاض الخندق

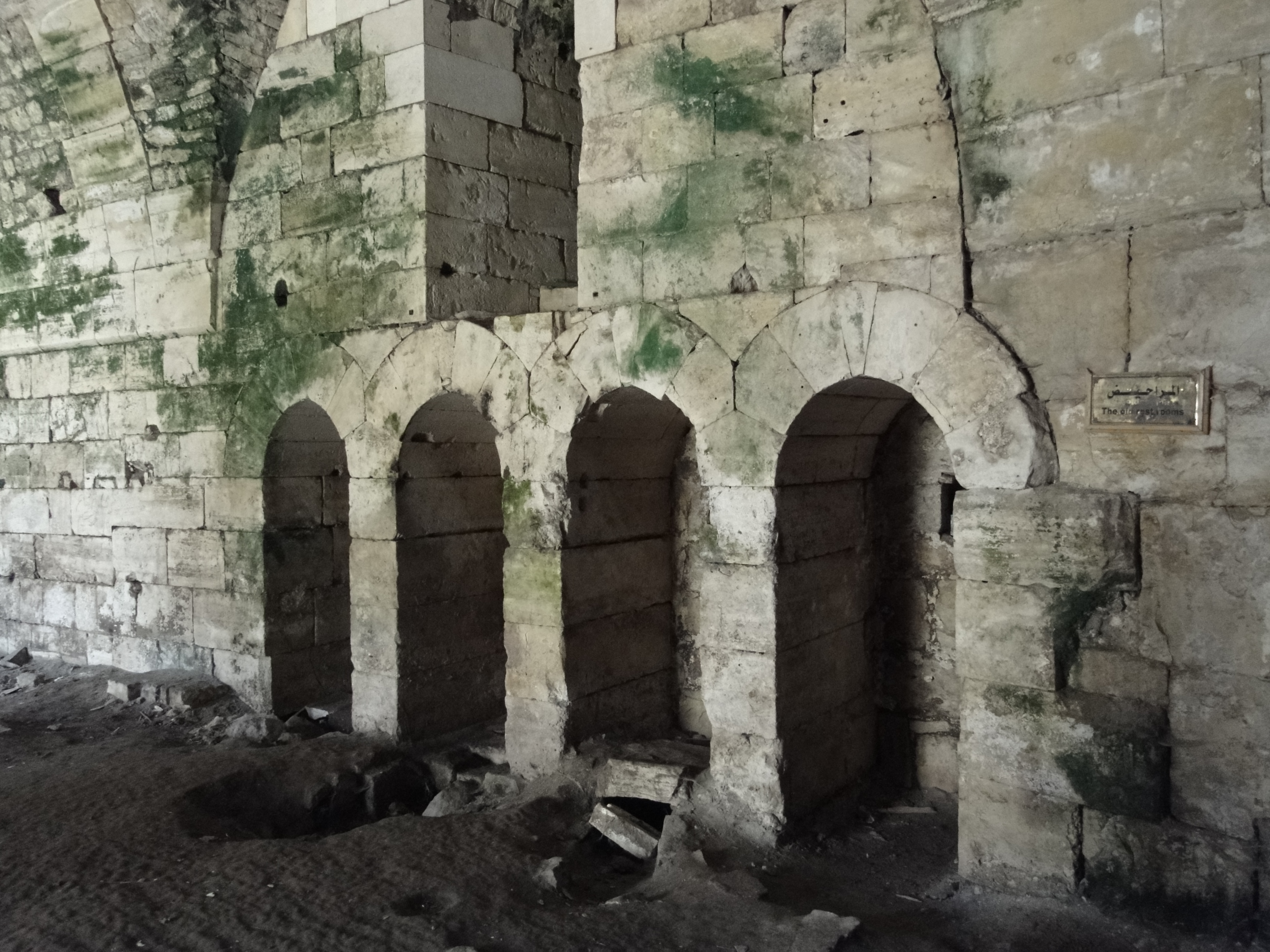
مراحيض كراك الحصن في سوريا

في موقع ليس به بنية تحتية للصرف الصحي على المدى الطويل، مثل الصرف الصحي في حالات الطوارئ، يعد مرحاض الخندق حلاً عمليًا. تتكون عادة من حفرة أو خندق في الأرض، بعمق 4 أقدام (1.2 م) إلى 5 أقدام (1.5 م) وطول 4 أقدام (1.2 م) إلى 20 قدمًا (6.1 م).

### مرحاض ذو الخندق الشقي
يتكون المرحاض ذو الخندق الشقي من خندق ضحل نسبيًا يكون ضيقًا بما يكفي للوقوف بساق واحدة على كلا الجانبين. يستخدم هذا النوع إما عن طريق القرفصاء، مع وجود أرجل المستخدمين على جانبي الحفرة، أو بترتيبات مختلفة للجلوس أو الاتكاء على هيكل الدعم. قد يكون هذا الدعم مجرد سجل أو لوح أو فرع أو ترتيب مشابه يوضع بزوايا قائمة على المحور الطويل للحفرة. لا يوجد هذا النوع من المراحيض بشكل شائع في البلدان النامية ولكن يمكن استخدامه للصرف الصحي في حالات الطوارئ.

### مرحاض الخندق الضحل
مرحاض الخندق الضحل مشابه لمراحيض الخندق الشقي ولكنه أوسع (200-300 مم) من الأسفل. كما أنها ضحلة بعمق حوالي 150 ملم. غالبًا ما يستخدم هذا النوع من المراحيض في المراحل الأولية لحالات الطوارئ وهو تحسين بسيط لحقول التغوط في العراء. القاعدة العامة في توفير الصرف الصحي في حالات الطوارئ هي السماح بـ 0.25 متر مربع من الأرض للفرد في اليوم. هذا يعني 2500 متر مربع لكل 10000 شخص يوميًا، أوما يقرب من هكتارين في الأسبوع. يجب دائمًا الفصل بين منطقتي الرجال والنساء.

### حوض الاستحمام المائي
يعتبر حوض الاستحمام المائي في الأساس خزانًا للصرف الصحي صغيرًا يقع مباشرة أسفل وعاء أو وعاء القرفصاء الخاص بالمرحاض الجاف والذي يحتوي على أنبوب إسقاط يمتد أسفل مستوى السائل في الخزان لتشكيل ختم ماء بسيط لتقليل الروائح.